# Boronia algida
Boronia algida também conhecida como Boronia alpina é uma planta angiosperma, endêmica do sudeste da Austrália. possuem flores de cores rosa pálida ou branca, de quatro pétalas que aparecem entre setembro e janeiro.